# Kirsten Flagstad
Kirsten Malfrid Flagstad (ur. 12 lipca 1895 w Hamar, zm. 7 grudnia 1962 w Oslo) – norweska śpiewaczka operowa, sopran.

## Życiorys
Była córką dyrygenta i pianistki. Muzyki uczyła się początkowo od matki, a później u Ellen Schytte-Jacobsen w Chistianii. Zadebiutowała jako śpiewaczka w 1913 roku drobną rolą Nuri w Nizinach Eugena d’Alberta. Następnie odbyła uzupełniające studia muzyczne u Alberta Westvanga w Oslo i Gillisa Bratta w Sztokholmie. W 1917 roku podjęła pracę w Teatrze Mayol w Oslo, początkowo występując głównie w rolach operetkowych. Później występowała na scenie Teatru Narodowego w Oslo, wykonując role liryczne. W 1933 roku śpiewała drobne role na festiwalu w Bayreuth (Ortlinda i trzecia Norna w Zmierzchu bogów). W 1934 roku kreowała partie Zyglindy w Walkirii i Gudruny w Zmierzchu bogów, stając się odtąd jedną z czołowych odtwórczyń wielkich ról wagnerowskich. W swoim repertuarze posiadała partie m.in. Brunhildy w Walkirii, Zygfrydzie i Zmierzchu bogów, Elżbiety w Tannhäuserze, Kundry w Parsifalu, Elsy w Lohengrinie. Poza partiami wagnerowskimi jej popisową rolą była także Leonora w Fideliu. W 1935 roku wystąpiła w roli Zyglindy w nowojorskiej Metropolitan Opera, a w 1936 roku kreowała partię tytułową w Tristanie i Izoldzie na scenie Covent Garden Theatre w Londynie. W latach 1935–1938 występowała gościnnie w operze w Chicago.
W latach 1941–1945 przebywała w rodzinnej Norwegii. Powrót śpiewaczki do okupowanego przez nazistów kraju wywołał kontrowersje, a jej mąż został po wojnie aresztowany pod zarzutem kolaboracji i zmarł w areszcie w 1946 roku. W latach 1947–1948 odbyła tournée po Ameryce Południowej. Od 1948 do 1951 roku występowała na scenie londyńskiego Covent Garden Theatre. W 1952 roku wystąpiła w Metropolitan Opera w tytułowej roli w Alceście Ch.W. Glucka. Wykonywała również pieśni m.in. Brahmsa, Griega, Wolfa i Straussa oraz partie oratoryjne. W 1955 roku zakończyła karierę sceniczną. W latach 1958–1960 pełniła funkcję dyrektora Den Norske Opera w Oslo. Dokonała wielu nagrań płytowych.
W 1952 roku w Nowym Jorku ukazała się jej autobiografia spisana przez Louisa Biancollego pt. The Kirsten Flagstad. Manuscript.